# Hôtel de la Vicomté (Melun)
L’hôtel de la Vicomté est un hôtel particulier situé à Melun, en France. C'est dans ce bâtiment que siège le musée d'Art et d'Histoire de Melun. Il est partiellement inscrit aux monuments historiques depuis 1927.

## Description
Deux lucarnes, ornée de végétaux, de figures grimaçantes et de portraits d'un couple de personnages datant de 1538 sont restées en très bon état. Sur celle de gauche, une plaque semble inscrire 1852, elle est ornée d'une tête d'homme à barbe en haut-relief. Sur celle de droite, en haut à gauche, on peut lire 1877, elle est ornée d'une tête de femme en haut-relief.

## Historique
Nicolas Pinot (mort en 1574), avocat du roi, fait construire cet hôtel particulier composé d'abord de deux pavillons carrés. Il devient la demeure à Melun de Nicolas Fouquet à partir de 1654, lui permettant de surveiller les avancements de ses travaux du château de Vaux-le-Vicomte entre 1656 et 1660. À partir de 1718, la demeure passe à la famille Guérin. L'édifice est classé au titre des monuments historiques en 1927 et abrite le musée municipal de Melun à partir de 1966. Au XXe siècle, il abritait la bibliothèque municipale de Melun jusqu'à ce que la médiathèque soit construite à l'ouest de l'île,

## Musée d'Art et d'Histoire de Melun
Il contient des collections d'archéologie, de peinture, de dessin et de céramiques de l'histoire de la commune.

### Œuvres sur le thème de Melun

#### Dessin
- Collection de dessins de François-Julien Decourbe (1810-1889)

#### Peinture
- Victor de Grailly : Vue de Melun depuis le chemin de Vaux, entre 1824 et 1868[3].
- Armand Cassagne (1823-1907), donation.
- Georges Stein (1864-1917), trois toiles relatives au Pont aux Fruits[4]:
  - Vue de la Seine depuis la promenade de Vaux
  - Le Pont aux Fruits le soir
  - Le Pont de Melun

## Statut patrimonial et juridique
Deux fenêtres du XVIe siècle font l'objet d'une inscription au titre des monuments historiques par arrêté du 19 janvier 1927, en tant que propriété de la commune.